# Liu Zhijun
Dans ce nom, le nom de famille précède le nom personnel.
Liu Zhijun (chinois simplifié : 刘志军 ; chinois traditionnel : 劉志軍 ; pinyin : Liú Zhìjūn ; né le 29 janvier 1953) est un ancien homme politique chinois qui a été ministre des Chemins de fer. Fils de paysan, Liu a quitté l'école à l'adolescence pour occuper un poste de fonctionnaire de bas niveau au ministère des Chemins de fer. Il a rapidement gravi les échelons au sein du ministère, jusqu'à diriger plusieurs départements ferroviaires régionaux et occuper le poste de vice-ministre avant d'être promu à la tête du ministère des Chemins de fer en 2003.
En tant que ministre, Liu a supervisé de nombreuses expansions du système ferroviaire chinois, notamment le développement rapide du chemin de fer à grande vitesse. Il a été une figure de louange jusqu'en février 2011, date à laquelle il a été arrêté et expulsé du Parti pour des allégations de corruption. Après la collision ferroviaire de Wenzhou en juillet 2011, au cours de laquelle quarante personnes sont mortes et cent quatre-vingt-douze autres ont été blessées, un rapport gouvernemental a désigné son leadership comme l'un des principaux contributeurs à l'accident et il a été publiquement critiqué.
En avril 2013, Liu a été arrêté pour corruption pour avoir reçu plus de 64 millions de yuans de pots-de-vin et abusé de son pouvoir en tant que ministre des Chemins de fer,. Il a été reconnu coupable et condamné à mort avec sursis en juillet 2013. Le 14 décembre 2015, la peine de Liu Zhijun a été commuée en réclusion à perpétuité. Les autorités pénitentiaires ont déclaré qu'il exprimait son repentir et n'avait commis aucune infraction intentionnelle pendant la période de sursis.

## Carrière

### Débuts
Liu est né à Huarong, dans la province du Hubei. Son père était agriculteur et il a grandi dans les villages autour du Hunan. Lorsqu'il était adolescent, en 1972, il a quitté l'école et a accepté un emploi de fonctionnaire de bas niveau au ministère national des chemins de fer. Il a rejoint le Parti communiste chinois (PCC) l'année suivante, en août 1973. Alors qu'il travaillait au ministère des chemins de fer, il est devenu un rédacteur de lettres de confiance pour certains de ses supérieurs les moins instruits au sein du ministère et, en 1974, à l'âge de vingt et un ans, il s'est marié dans une famille politiquement bien connectée.
Liu est diplômé de l'École du Parti du PCC (une université créée spécifiquement pour former des dirigeants du Parti) en juillet 1988, avec une spécialisation en philosophie marxiste. Liu a poursuivi ses études, obtenant plus tard une maîtrise en ingénierie de l'École du Parti. Liu a rapidement gravi les échelons du ministère des chemins de fer et, avant de diriger l'ensemble du ministère, il a exercé deux mandats successifs distincts en tant que directeur de deux bureaux régionaux des chemins de fer, à Liaoning et à Henan. Il est devenu membre du Comité central du PCC lors de son seizième congrès, en 2002.

### Ministre des chemins de fer
Liu a été promu vice-ministre et a succédé plus tard au ministre de l'époque, Fu Zhihuan, au poste de ministre des Chemins de fer en mars 2003 lors de la réunion annuelle de l'Assemblée nationale populaire. Au moment où Liu a été nommé ministre des Chemins de fer, le ministère des Chemins de fer était le deuxième ministère le plus puissant de Chine (après l'armée). Il avait sa propre police, ses propres juges et tribunaux et disposait d'un budget de plusieurs milliards de dollars. Après avoir été nommé ministre, Liu a annoncé son intention d'étendre considérablement le réseau ferroviaire chinois alors sous-développé en construisant 7 500 miles de nouvelles voies ferrées à grande vitesse, soit plus que ce que l'on pouvait trouver dans le reste du monde. Le gouvernement central a soutenu les plans de Liu et lui a alloué un budget de plus de deux cent cinquante milliards de dollars (sur plusieurs années). Cela a fait du plan de Liu le projet d'infrastructure publique le mieux financé au monde depuis que le président américain Ike Eisenhower a construit le réseau autoroutier américain dans les années 1950.

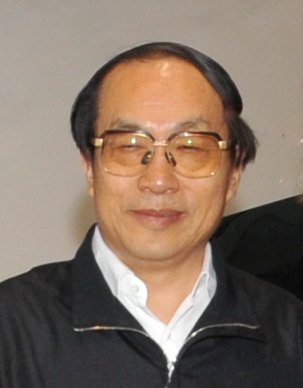
Liu Zhijun

Afin de terminer la première ligne ferroviaire à grande vitesse de Chine avant la fin de 2008, Liu a fait travailler les employés du ministère des Chemins de fer 24 heures sur 24. Son habitude de dire aux gens que « pour réaliser un grand bond en avant, il faut sacrifier une génération entière » lui a valu le surnom de « Liu le grand bond ». (Certains de ses détracteurs l'appelaient aussi « Liu le fou » en raison de la rapidité de son travail). Tout en développant le système ferroviaire à grande vitesse de la Chine, Liu a également supervisé des mises à niveau complètes du système ferroviaire standard de la Chine, et il a supervisé l'ouverture de la ligne de chemin de fer Qinghai-Tibet, la plus haute ligne de chemin de fer du monde en termes d'altitude.
Lorsque le premier système ferroviaire à grande vitesse de Chine a terminé son premier essai en juin 2008, il a dépassé de 75 % le budget prévu, mais a été salué dans les médias chinois comme une réussite digne de fierté nationale. Liu a décrit son exploit comme la création d'un réseau avec un système complet impliquant la propriété intellectuelle chinoise locale. Il a déclaré que la Chine avait créé un système ferroviaire à grande vitesse qui avait la « plus grande technologie complète, la meilleure capacité d'intégration, la plus grande distance opérationnelle, la plus grande vitesse opérationnelle et la plus grande échelle de construction » au mo

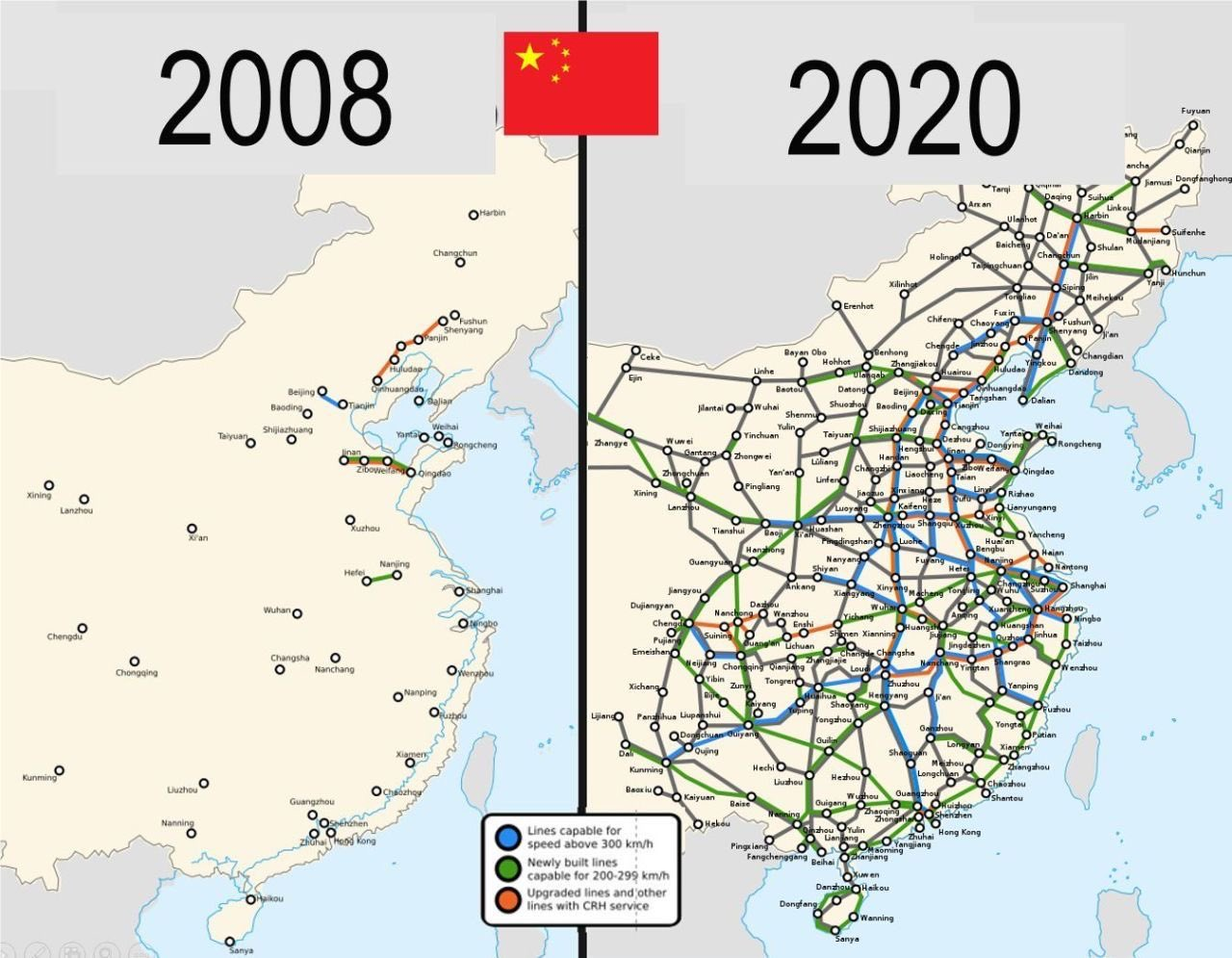
Carte de l'évolution des chemins de fer chinois

nde. En réalité, le système ferroviaire était largement basé sur des conceptions allemandes et japonaises. Peu de temps après l'achèvement par Liu de la première ligne ferroviaire à grande vitesse de Chine, à l'automne 2008, le gouvernement chinois a plus que doublé le budget du ministère de Liu (dans le cadre d'un effort pour lutter contre la récession mondiale) et lui a confié la responsabilité de poser dix mille kilomètres de voies ferrées à grande vitesse d'ici 2020, soit cinq fois la taille de la première route transcontinentale américaine. En 2010, le budget de Liu dépassait les cent milliards de dollars (US). En 2011, le président américain, Barack Obama, a cité le système ferroviaire à grande vitesse de Liu comme preuve que l'infrastructure américaine n'était plus la meilleure au monde.
En 2009, Liu a donné une conférence publique dans laquelle il a exprimé son opinion selon laquelle, pour éviter la hausse des coûts due au taux d'inflation élevé de la Chine, son ministère doit « saisir l'opportunité, construire plus de voies ferrées et les construire rapidement ». Avant 2011, le ministère des Chemins de fer agissait comme son propre régulateur et n'était pratiquement pas supervisé par le gouvernement central. Liu a personnellement tenté d'intimider les universitaires qui critiquaient le rythme de construction du chemin de fer à grande vitesse et a ignoré les avertissements japonais selon lesquels ses trains circulaient à une vitesse 25 % supérieure à celle considérée comme sûre au Japon.

## Critiques et chute

### Débâcle
Durant son mandat, le ministère de Liu a été critiqué pour ses intérêts commerciaux illégitimes et ses relations avec de grandes entreprises, son incapacité à améliorer les conditions de travail des travailleurs migrants pendant la saison des voyages du Nouvel An chinois, sa lenteur à réagir aux tempêtes hivernales généralisées de 2008 et son incapacité à empêcher la collision ferroviaire de 2008 au Shandong et une collision plus petite au Hunan un an plus tard. En outre, Liu a été personnellement l'objet de critiques en ligne pour ses mariages répétés. La sous-traitance illégale était une pratique courante tout au long du mandat de Liu à la tête du ministère des chemins de fer, de sorte qu'une grande partie du personnel qui a construit le chemin de fer était mal éduqué, formé et approvisionné
Liu a été critiqué en Chine pour avoir créé un poste de haut niveau au sein du ministère pour son frère, Liu Zhixiang. En janvier 2005, Liu Zhixiang a été arrêté pour détournement de fonds, corruption et organisation du meurtre d'un entrepreneur qui avait l'intention de le dénoncer. Avant d'être arrêté, Liu Zhixiang avait amassé une fortune équivalente à 50 millions de dollars en liquide, en biens immobiliers comprenant 374 propriétés, en bijoux et en œuvres d'art. Il a été condamné à mort, mais cette peine a été suspendue et réduite à seize ans de prison, après quoi il a été transféré dans un hôpital pour y purger sa peine. Pendant qu'il purgeait sa peine à l'hôpital, il aurait continué à mener des affaires ferroviaires par téléphone.
En février 2011, Liu Zhijun a fait l'objet d'une enquête pour « violations graves de la discipline » par le Comité central pour l'inspection disciplinaire du Parti communiste chinois (CCID). Selon la CCID et le ministère chinois de la Supervision, la raison de l'enquête était que Liu était soupçonné d'abuser de sa position pour recevoir de très gros pots-de-vin. Les enquêteurs ont commencé à agir après avoir conclu que Liu prévoyait d'utiliser sa fortune illégale pour soudoyer le Comité central du Parti communiste, et finalement le Politburo. Peu de temps après l'annonce de l'enquête, Liu a été démis de ses fonctions de chef du parti au ministère le 12 février. Les allégations de corruption contre lui ont conduit à son limogeage du poste de ministre le 25 février 2011.
Son limogeage était lié à une précédente affaire de corruption impliquant le magnat des affaires du Shanxi Ding Yuxin (ancien nom Ding Shumiao) de Boyou Investment Management Group Ltd., une société dont le portefeuille a grandement bénéficié de la construction rapide du train à grande vitesse en Chine. Juste avant son limogeage, Liu avait parcouru plus de 7 000 miles à travers la Chine, du 30 janvier au 8 février, inspectant les chemins de fer chinois afin de garantir le bon fonctionnement pendant la saison des voyages du Nouvel An chinois qui a suivi. Sa chute est survenue soudainement et de manière inattendue.Au moment de son renvoi, les médias internationaux considéraient que Liu était le plus haut responsable du Parti poursuivi pour corruption depuis que Chen Liangyu avait perdu son poste de chef du Parti à Shanghai en 2006.

### Expulsion
Liu a été expulsé du Parti communiste chinois en mai 2011 pour « violations graves de la discipline » et « responsabilités de direction principales dans le grave problème de corruption au sein du système ferroviaire ». La presse d'État chinoise a allégué que Liu avait touché une commission illégale de 4 % sur les contrats ferroviaires et qu'il avait accumulé plus de deux cent cinquante millions de dollars de pots-de-vin. Le PCC l'a plus tard accusé d'« inconduite sexuelle ». Le journal Ming Pao, basé à Hong Kong, a répété ce rapport, affirmant que Liu avait eu dix-huit maîtresses.
En juillet 2011, alors que Liu était toujours sous enquête pour la collision ferroviaire de Wenzhou, dans laquelle un poste d'aiguillage défectueux a entraîné la mort de quarante personnes et en a blessé cent quatre-vingt-douze, il fut exposé à de nouvelles accusations de corruption systématique et d'incompétence au sein de son ministère des Chemins de fer. Le ministère des Chemins de fer a tenté en vain de dissimuler les détails de l'accident, mais les critiques persistantes du public ont conduit le Premier ministre Wen Jiabao à se rendre sur le site de l'accident peu après l'incident, où il a promis une enquête publique complète et que justice soit rendue pour les responsables. Le gouvernement a publié ses conclusions en décembre 2011, dans lesquelles il a reconnu et imputé la catastrophe à de « graves défauts de conception », à « une négligence dans la gestion de la sécurité » et à des défauts dans les processus d'appel d'offres et de tests utilisés pour acquérir les matériaux. Le rapport a publiquement imputé la responsabilité de la catastrophe à cinquante-quatre personnalités privées et gouvernementales, dont la plus connue était Liu Zhijun.
Après la publication du rapport de décembre, le nom de Liu est devenu synonyme de « système défaillant ». Il a été jugé en 2013 et a été condamné à mort avec sursis en juillet 2013. Après sa chute en 2011, les censeurs du gouvernement chinois ont supprimé et/ou bloqué en Chine les nombreuses critiques élogieuses sur son service gouvernemental qui s'étaient accumulées au cours de sa carrière, de sorte que désormais seuls les détails de son arrestation restent disponibles en Chine.
Le 14 décembre 2015, la peine de Liu Zhijun a été commuée en réclusion à perpétuité. Les autorités pénitentiaires ont déclaré qu'il exprimait son repentir et n'avait commis aucune infraction intentionnelle pendant la période de sursis.